# Henrik Fågelfängaren (Lohengrin)
Henrik Fågelfängaren är en mansroll i operan Lohengrin av Richard Wagner.
Henrik Fågelfängaren, vars historiska förebild är Henrik I av Sachsen, är tysk konung och rättskipare. Rollen sjungs av en bassångare.